# Ящірка чарнальська
Ящірка чарнальська (Darevskia dryada) — представник роду скельні ящірки родини Справжні ящірки.

## Опис
Довжина тулуба досягає 7 см, хвіст у 2 рази довший. Голова помірно стиснута. Міжщелепний щиток часто більш-менш широким швом з'єднується з лобоносовим, рідше відділений від нього носовими. Між верхньовійними і надочноямковим щитками лежить перерваний рядок з 7-10 зерняток. Перший верхньоскроневий щиток помірно довгий, тупо обрізаний ззаду. Позаду нього 3-5 приблизно рівних за величиною задньоскроневих щитка. Центральноскроневий і барабанний щитки зазвичай слабко виражені, уся скронева область зайнята різними за розміром неправильної форми порівняно великими щитками. По середній лінії горла до коміра є 23-27 лусочок. Тулубна луска помірно опукла, округла. Навколо середини тіла 51-59 луски. Рядки стегнових пір у кількості 18-21 досягають колінного згину. Луска на верхній стороні гомілок дрібна, не перевищує за розміром луску тулуба.
Спина та основа хвоста мають трав'янисто-зелене забарвлення у самців й коричнювате — у самиць. Середня частина спини зайнята численними неправильної форми чорними плямами та цятками, зосередженими уздовж хребта. Вони утворюють нерівно окреслену поздовжню смугу. Такого ж типу темні смуги розташовуються з боків тулуба, продовжуючись з боків основи хвоста. Черева яскраво-жовтого кольору. Уздовж зовнішніх країв черевних щитків розташовуються чорні і блакитні плями.

## Спосіб життя
Полюбляє у вузькі тінисті ущелини з великими валунами і виходами скельних порід під пологом пишного субтропічного лісу з рясним вічнозеленим підліском, на висотах від 50 до 700 м над рівнем моря. Харчується комахами та дрібними безхребетними.
Це яйцекладна ящірка. Самиця зазвичай відкладає до 5 яєць у червні—липні.

## Розповсюдження
Мешкає на південному заході Аджарії (Грузія) та у північно-східній Туреччині.